# Гора-Подольское сельское поселение
Гора́-Подо́льское се́льское поселе́ние — упразднённое муниципальное образование в составе Грайворонского района Белгородской области Российской Федерации.
Административный центр — село Гора-Подол.
19 апреля 2018 года упразднено при преобразовании Грайворонского района в Грайворонский городской округ.

## История
Гора-Подольское сельское поселение образовано 20 декабря 2004 года в соответствии с Законом Белгородской области № 159.

## Население
| 2010  | 2011  | 2012  | 2013  | 2014  | 2015  | 2016  |
| ----- | ----- | ----- | ----- | ----- | ----- | ----- |
| 2516  | ↘2505 | ↘2500 | ↗2531 | ↗2534 | ↘2527 | ↗2562 |
| 2017  | 2018  |       |       |       |       |       |
| ↘2556 | ↘2498 |       |       |       |       |       |

## Состав сельского поселения
| № | Населённый пункт | Тип населённого пункта       | Население |
| - | ---------------- | ---------------------------- | --------- |
| 1 | Глотово          | село                         | ↘654      |
| 2 | Гора-Подол       | село, административный центр | ↘1862     |